# Gian van Veen
Pieter Gerard (Gian) van Veen (Poederoijen, 23 april 2002) is een Nederlandse darter die toernooien van de Professional Darts Corporation speelt. Hij is de eerste Nederlandse winnaar van het PDC World Youth Championship, waarop hij zegevierde in 2024. Met het winnen van Players Championship 6, pakte Van Veen in maart 2025 zijn eerste titel op de Pro Tour.

## Carrière
Enkele dagen na zijn zestiende verjaardag verzekerde Van Veen zich bij de British Darts Organisation van de jeugdtitel op de Denmark Masters 2018. Sinds 2018 neemt de Nederlander deel aan de Development Tour, een reeks PDC-toernooien voor spelers met een leeftijd tussen de zestien en vierentwintig jaar. In oktober debuteerde hij op de World Masters Boys. De voorronde was Van Veens eindpunt.
Met het Belfry Open Youth won Van Veen in 2019 zijn tweede titel bij de World Darts Federation. In de finale versloeg hij David Schlichting met 4-5.
In 2020 nam Van Veen voor het eerst deel aan de Q-School, maar wist daar geen tourcard te bemachtigen. Door zijn deelname aan Q-school mocht hij echter wel  aantreden op de Challenge Tour, de op een na hoogste divisie van de PDC. Datzelfde jaar debuteerde hij ook op het World Youth Championship, waarbij hij de groepsfase doorkwam. Bij de laatste 32 verloor hij uiteindelijk met 3-6 van Jeffrey de Zwaan.

### 2022
Doordat Van Veen zich in 2022 kwalificeerde voor het German Darts Championship, maakt hij dat jaar zijn debuut op de European Tour. In de eerste ronde was landgenoot Vincent van der Voort met een uitslag van 2-6 te sterk. In juni bereikte de Nederlander voor het eerst een finale op de Development Tour, waarin hij verloor van Nathan Rafferty. Enkele dagen daarna behaalde hij bij de World Darts Federation de kwartfinale van de herencompetitie op het Dutch Open. In juli won hij zijn eerste titel op de PDC Challenge Tour. David Pallett werd in de finale met 5-4 verslagen. Een eerste titel op de Development Tour volgde in augustus. Ditmaal was Van Veen in de finale met 5-4 te sterk voor Josh Rock. In oktober wist Van Veen de finale van Challenge Tour 21 te behalen, waarin hij Thibault Tricole de overwinning zag grijpen.
Gedurende 2022 nam Van Veen, hoewel op dat moment niet in het bezit van een tourcard, deel aan meerdere Players Championships. Door overwinningen op Bradley Brooks, Brendan Dolan, Richie Burnett, Alan Soutar, William O'Connor en Dave Chisnall wist de toen 20-jarige Nederlander de finale te halen van Players Championship 29. Gerwyn Price was daarin zijn tegenstander en wist met een score van 8-4 te winnen.

### 2023
In 2023 won Van Veen voor het eerst een tourcard op de Q-School, waarmee hij toegang kreeg tot het professionele circuit van de PDC. Hij haalde in maart de derde ronde op het UK Open.
Op 1 april schreef de Nederlander Development Tour 4 op zijn naam, waarbij hij Sebastian Białecki versloeg in de halve finale en Adam Paxton in de finale. Op 29 april won Van Veen ook Development Tour 8. Ditmaal passeerde hij Thomas Banks in de finale. Een dag later, op 30 april, won Van Veen eveneens Development Tour 10. Nu versloeg hij landgenoot Bradly Roes in de finale.
In mei wist Van Veen op de European Darts Grand Prix langs Jermaine Wattimena, Danny Noppert en Josh Rock te gaan voor een plek in de kwartfinale. Daarin liet hij een gemiddelde van 106,07 noteren. Desondanks was Luke Humphries met een gemiddelde van 109,94 en uitslag van 6-4 te sterk.
Op 10 juni schreef Van Veen Development Tour 13 op zijn naam door langs Wessel Nijman te gaan in de finale.
Op de European Darts Matchplay versloeg Van Veen in de eerste ronde Christian Kist met een gemiddelde van 103.92 en een uitslag van 6-3. In de tweede ronde ging hij met een gemiddelde van 114.15 en uitkomst van 6-0 voorbij aan Damon Heta. De ronde daarop was hij met een gemiddelde van 101.40 en een uitslag van 6-2 ook te sterk voor Martin Schindler. In de kwartfinale zorgde James Wade voor Van Veens uitschakeling.
Op 14 juli versloeg Van Veen de Engelsman Reece Colley in de finale van Development Tour 17 met een uitslag van 5-0.
In de finale van Development Tour 23, die plaatsvond op 19 augustus, passeerde de Nederlander zijn Engelse opponent Luke Littler met 5-4.
Op 27 augustus versloeg Van Veen op Players Championship 18 achtereenvolgend Ritchie Edhouse, Rowby-John Rodriguez, Gabriel Clemens, Ian White, Jeffrey de Zwaan en Joe Cullen. Daarmee behaalde hij zijn tweede finale Players Championship-finale. Opnieuw bleek echter Gerwyn Price te sterk: de Welshman won de finale met 8-1.
Op het European Darts Championship wist Van Veen Damon Heta (met 107 gemiddeld) en Daryl Gurney te verslaan om zijn eerste kwartfinale op een hoofdtoernooi van de PDC te halen. Door daarin Michael van Gerwen te passeren, stroomde hij ook door naar zijn eerste halve finale op een hoofdtoernooi. James Wade bleek daarin nipt te sterk.
Na de groepsronde van het PDC World Youth Championship versloeg de Nederlander Dominik Grüllich, Dylan Slevin, Josh Rock en Wessel Nijman. In de finale ging Luke Littler er met de winst vandoor. De Engelsman won van hem met een uitslag van 6-4.

### 2024
In februari schreef Van Veen Development Tour 5 op zijn naam. Dylan Slevin was zijn tegenstander in de finale.
Op de World Matchplay speelde Van Veen in de eerste ronde tegen Rob Cross. Hij wist na een achterstand van 8-4 het scorebord op 8-8 te brengen. De partij kreeg een verlening, die tot een allesbeslissende leg kwam en met 13-12 eindigde in het voordeel van Cross. In totaal miste Van Veen zes wedstrijdpijlen.
In september versloeg Van Veen op de Hungarian Darts Trophy achtereenvolgend Keane Barry, Danny Noppert, Wessel Nijman en Ryan Searle. Zo bereikte hij voor het eerst een finale van een European Tour-toernooi. Nadat Van Veen een wedstrijdpijl miste, won Van Gerwen met een uitslag van 8-7.
Het PDC World Youth Championship werd in oktober tot aan de finale gespeeld. Van Veen won in de groepsfase alle drie zijn partijen. Daarna versloeg hij Laszlo Ancsin, Marvin van Velzen, Nathan Rafferty en Dylan Slevin voor een plek in de finale. Deze werd gespeeld in november. Jurjen van der Velde was hierin zijn tegenstander. Deze miste vijf wedstrijdpijlen. Van Veen kroonde zich tot eerste Nederlandse PDC-jeugdwereldkampioen.
Van Veen had in de groepsfase van de Grand Slam of Darts een gecombineerd wedstrijdgemiddelde van 108,89. Hiermee verbrak hij het groepsfaserecord van Phil Taylor, die in 2014 een gecombineerd wedstrijdgemiddelde van 107,12 had in de groepsfase. Daarnaast had voor het eerst op de Grand Slam of Darts een groep een gezamenlijk gemiddelde van meer dan honderd. De twaalf gemiddeldes die Van Veen, Wessel Nijman, Stephen Bunting en Josh Rock in hun zes groepswedstrijden gooiden, vormden een groepsgemiddelde van 105,66. In de knock-outfase passeerde Van Veen Ryan Joyce met een uitslag van 10-2 en gemiddelde van 106,45 voor een plek in de kwartfinale. Daarin zorgde Gary Anderson met een uitslag van 16-14 voor zijn uitschakeling.

### 2025
Door Nick Kenny, Stephen Burton en Damon Heta te verslaan, bereikte Van Veen op het UK Open de kwartfinale, waarin Luke Littler te sterk was.
Op Players Championship 5 versloeg Van Veen Stefan Bellmont, Greg Ritchie, Adam Lipscombe, Dom Taylor, Michael van Gerwen en Luke Littler om de finale te halen. Daarin bouwde hij een voorsprong van 7-4 op, maar nadat hij zes wedstrijdpijlen miste, won Joe Cullen alsnog met een uitslag van 8-7. Een dag later passeerde de Nederlander op Players Championship 6 achtereenvolgend Steve Lennon, Krzysztof Ratajski, Connor Scutt, Jermaine Wattimena, James Wade en Madars Razma voor opnieuw een finaleplek. Luke Humphries was zijn tegenstander in de finale. Van Veen won van de Engelsman met 8-3 voor zijn eerste Players Championship-titel.
Van Veen ging op de German Darts Grand Prix langs René Eidams, Andrew Gilding, Martin Schindler, Ross Smith en Luke Littler om zijn tweede finale op een European Tour-evenement te halen. In de finale was wederom Michael van Gerwen te sterk.
Samen met Danny Noppert kwam Van Veen op de World Cup of Darts, waarop hij debuteerde, uit voor Nederland. Het koppel won in de groepsfase van de duo's uit Italië en Hongarije zonder een leg af te staan. In de knock-outfase wonnen de Nederlanders met een moyenne van honderd en een uitslag van 8-0 van de Schotten om de kwartfinale te halen. Daarin passeerden Van Veen en Noppert de Tsjechische afgevaardigden.  In de halve finale zorgden de Welshmen Gerwyn Price en Jonny Clayton met een uitslag van 8-5 voor het uitschakelen van de Nederlanders, die aanvankelijk een voorsprong van 5-3 hadden.
Op de World Matchplay versloeg van Veen titelverdediger Luke Humphries en daarna World Cup-duopartner Danny Noppert om de kwartfinale te halen. Daarin was James Wade te sterk. Enkele dagen later gooide Van Veen in de derde ronde van Players Championship 23 een negendarter en gemiddeld 111,68.

## Resultaten op wereldkampioenschappen

### PDC World Youth Championship
- 2020: Laatste 32 (Verloren van Jeffrey de Zwaan met 3-6)[13]
- 2022: Groepsfase (Gewonnen van Ole Holtkamp met 5-0, verloren van Alec Small met 2-5)[71]
- 2023: Runner-up (Verloren van Luke Littler met 4-6)[48]
- 2024: Winnaar (Gewonnen van Jurjen van der Velde met 6-5)

### PDC
- 2024: Laatste 96 (verloren van Man Lok Leung met 2-3)
- 2025: Laatste 64 (verloren van Ricardo Pietreczko met 1-3)

## Resultaten op de World Matchplay
- 2024: Laatste 32 (verloren van Rob Cross met 12-13)
- 2025: Kwartfinale (verloren van James Wade met 13-16)

## Trivia
Van Veen is gelovig en gaat regelmatig op zondag naar de kerk. Hij heeft een vriendin; zij is de zus van collega-darter Levy Frauenfelder. Van Veen studeerde luchtvaarttechniek.